# Kabinett Johansen II
Das Kabinett Johansen II war die siebte Regierung Grönlands.

## Entstehung
Die Siumut konnte erneut die Wahl gewinnen. Die Partei führte am 7. März 1995 Sondierungsgespräche mit der Atassut durch und am Tag darauf mit der Inuit Ataqatigiit. Obwohl davon ausgegangen wurde, dass die Partei die gute Zusammenarbeit mit der Inuit Ataqatigiit fortsetzen würde, wurde am 9. März überraschend bekanntgegeben, dass die Atassut neuer Koalitionspartner wird, was damit begründet wurde, dass die Regierung somit über eine größere Mehrheit verfügt. Die Parteien präsentierten ein elf Punkte umfassendes Koalitionsprogramm.

## Kabinett
| Minister                          | Ministerium                        | Anmerkung |
| --------------------------------- | ---------------------------------- | --------- |
| Lars Emil Johansen (Siumut)       | Premierminister                    |           |
| Paaviaaraq Heilmann (Siumut)      | Fischerei, Jagd und Landwirtschaft |           |
| Marianne Jensen (Siumut)          | Gesundheit, Umwelt und Forschung   |           |
| Peter Grønvold Samuelsen (Siumut) | Erwerb, Verkehr und Versorgung     |           |
| Daniel Skifte (Atassut)           | Wirtschaft und Wohnungswesen       |           |
| Konrad Steenholdt (Atassut)       | Kultur, Bildung und Kirche         |           |
| Benedikte Thorsteinsson (Siumut)  | Soziales und Arbeitsmarkt          |           |